# Torneo de Copa UNAFUT 2025-2026
El Torneo de Copa de Costa Rica 2025-26 es la 48ª edición del Torneo de Copa de Costa Rica.

## Sistema de competición
Esta edición tendrá la participación de los 10 equipos de la Liga Promérica, 8 conjuntos de la Liga Transcomer (Segunda División de Costa Rica) y para este formato contará con 4 clubes de Segunda B de LINAFA (Tercera División de Costa Rica).
En esta edición, los equipos clasificados a la Copa Centroamericana de Concacaf 2025, como el: Deportivo Saprissa, L. D. Alajuelense, C. S. Herediano y C.S. Cartaginés fueron colocados automáticamente en los cuartos de final.
Son 6 fases, contará una fase de ronda preliminar, fase 1, fase 2 y cuartos de final en el Apertura. La Copa seguirá en enero, cuando se disputen las semifinales y la final, la cual será en el estadio Edgardo Baltodano Briceño en Liberia. La fase previa la disputarán los equipos de LINAFA a eliminación directa (partido único), a partir de la fase 1 y 2 serán con juegos de ida y vuelta. La fase de cuartos de final contará con el videoarbitraje (VAR). para un total de 39 partidos. En caso de que las series finalicen empatadas se definirá al ganador mediante los lanzamientos de penales. Para esta edición, los clubes deberán de cumplir en todas las Fases que compitan un total de 360 minutos por partido con jugadores nacidos en el (2004, 2005, 2006, 2007,2008 y 2009). En caso de incumplimiento el equipo perderá los 3 puntos.
Se dio a conocer que para esta edición se le homenajeará al exgoleador nacional, Carlos Solano Fernández, quién fuera jugador durante los años 70 con Turrialba, con el Saprissa, equipo con el que fue parte del equipo que cosechó 5 de los 6 títulos consecutivos entre 1972 y 1976, también fue campeón de la Copa Juan Santamaría en 1972 y las Copa Fraternidad Centroamericana en 1972 y 1973.

## Equipos participantes

### Equipos por provincia
|            | \| Provincia \| N.º \| Equipos \| \| ---------- \| --- \| ------------------------------------------------------------------------------------------ \| \| San José \| 6 \| Pérez Zeledón, Deportivo Saprissa, Sporting F. C., C.S. Uruguay, Aserrí y Guadalupe F. C.. \| \| Alajuela \| 5 \| Alajuelense, A. D. San Carlos, A. D. Rosario, Inter de San Carlos y Carmelita \| \| Limón \| 1 \| A.D. Cariari \| \| Guanacaste \| 2 \| Municipal Liberia y Águila F. C. \| \| Heredia \| 2 \| C. S. Herediano, Escorpiones de Belén F. C. \| \| Puntarenas \| 4 \| Puntarenas F. C., A. D. R. Cóbano, Jicaral Sercoba y Quepos Cambute \| \| Cartago \| 2 \| C. S. Cartaginés y AF Lankester 1943. \| |                                                                                            |
| Provincia  | N.º | Equipos                                                                                    |
| San José   | 6 | Pérez Zeledón, Deportivo Saprissa, Sporting F. C., C.S. Uruguay, Aserrí y Guadalupe F. C.. |
| Alajuela   | 5 | Alajuelense, A. D. San Carlos, A. D. Rosario, Inter de San Carlos y Carmelita              |
| Limón      | 1 | A.D. Cariari                                                                               |
| Guanacaste | 2 | Municipal Liberia y Águila F. C.                                                           |
| Heredia    | 2 | C. S. Herediano, Escorpiones de Belén F. C.                                                |
| Puntarenas | 4 | Puntarenas F. C., A. D. R. Cóbano, Jicaral Sercoba y Quepos Cambute                        |
| Cartago    | 2 | C. S. Cartaginés y AF Lankester 1943.                                                      |

### Información de los equipos

#### Primera División
| Equipo             | Ciudad                   | Entrenador             | Estadio                 | Aforo  |
| ------------------ | ------------------------ | ---------------------- | ----------------------- | ------ |
| Deportivo Saprissa | San José                 | Paulo César Wanchope   | Ricardo Saprissa        | 23,112 |
| L. D. Alajuelense  | Alajuela                 | Óscar Ramírez          | Morera Soto             | 17,895 |
| C. S. Cartaginés   | Cartago                  | Andrés Carevic         | "Fello" Meza            | 13,500 |
| Guadalupe F.C.     | Guadalupe                | Fernando Palomeque     | "Coyella" Fonseca       | 5, 000 |
| C. S. Herediano    | Heredia                  | Hernán Medford         | Carlos Alvarado         | 4,000  |
| Municipal Liberia  | Liberia                  | José Saturnino Cardozo | Edgardo Baltodano       | 6,500  |
| Pérez Zeledón      | San Isidro de El General | Luis Alberto Orozco    | Municipal Pérez Zeledón | 3,180  |
| Puntarenas F. C.   | Puntarenas               | César Alpízar          | "Lito" Pérez            | 4,105  |
| A. D. San Carlos   | Quesada                  | Géiner Segura          | Carlos Ugalde           | 4,500  |
| Sporting F. C.     | Pavas                    | Minor Díaz             | Ernesto Rohrmoser       | 3,000  |

#### Segunda División
| Equipo                     | Ciudad     | Entrenador       | Estadio                      | Aforo |
| -------------------------- | ---------- | ---------------- | ---------------------------- | ----- |
| Cariari                    | Cariari    | Jimmy Núñez      | Bernardo Veach               | 2,000 |
| Escorpiones de Belén F. C. | Belén      | Cristian Salomón | Polideportivo de Belén       | 2,000 |
| Carmelita                  | Alajuela   | Silvio Arango    | Rafael Bolaños               | 2,500 |
| Inter de San Carlos        | San Carlos | Alexander Vargas | Carlos Ugalde                | 4,500 |
| Aserrí                     | Aserrí     | José Araya       | Arabelo Fallas               | 2,000 |
| Quepos Cambute             | Quepos     | Isaac Espinoza   | Finca Damas                  | 2,000 |
| Jicaral Sercoba            | Lepanto    | Alberto Moraga   | Asociación Cívica Jicaraleña | 1,500 |
| C.S. Uruguay               | San Isidro | Ricardo Arguedas | "Coyella" Fonseca            | 4,500 |

#### Tercera División
| Equipo            | Ciudad   | Entrenador           | Estadio                            | Aforo |
| ----------------- | -------- | -------------------- | ---------------------------------- | ----- |
| A. D. Rosario     | Naranjo  | Jonathan Bolaños     | "Palmareño" Solís                  | 4,000 |
| Águila F. C.      | Carrillo | Kenneth García       | Estadio Municipal de Carrillo      | 6,500 |
| A. D. R. Cóbano   | Cóbano   | Marcelo Donato Bruno | Estadio Valentín Jiménez           | 1,500 |
| AF Lankester 1943 | Paraíso  | Jorge Longhi         | Estadio Joaquín "Quincho" Barquero | 2,500 |

## Ronda preliminar
- Los horarios corresponden al tiempo de Costa Rica (UTC-6).

Fase 1: Ronda Preliminar (2 partidos). Entre los 4 clubes de LINAFA.
| A. D. Rosario | 3 - 3 (3-2 pen.) | AF Lankester 1943 | "Palmareño" Solís             | 27 de julio | 11:00 |       |
| Águila F. C.  | 0 - 3 (*)        | A. D. R. Cóbano   | Estadio Municipal de Carrillo | No se jugó  | NSP   | Canal |

(*) Avanza a la siguiente ronda ya que el rival se retiró del torneo

## Ronda dieciseisavos de final
- Los horarios corresponden al tiempo de Costa Rica (UTC-6).[4]

Fase 2: Dieciseisavos de Final (se realizarán 16 partidos). Entre los dos clubes que avancen de la Ronda preliminar que se enfrentarán a 2 clubes de LINAFA, asimismo estará conformada por 6 clubes de la máxima categoría y los 8 clubes de Liga de Ascenso. Juegos de ida y vuelta. Juegos de ida 5,6, 12, 13 y 14 de agosto/ Vuelta 20 y 27 de agosto. 
| Sporting F. C.      | 3 - 0 | C.S. Uruguay               | 3 - 0 | 0 - 0        |  |
| Puntarenas F. C.    | 4 - 3 | Escorpiones de Belén F. C. | 3 - 2 | 1 - 1        |  |
| Pérez Zeledón       | 5 - 2 | Quepos Cambute             | 3 - 0 | 2 - 2        |  |
| Municipal Liberia   |       | A. D. R. Cóbano            | 2 - 1 | 20 de agosto |  |
| Jicaral Sercoba     |       | A. D. Rosario              | 0 - 0 | 27 de agosto |  |
| Cariari             |       | A. D. San Carlos           | 0 - 1 | 27 de agosto |  |
| Inter de San Carlos |       | Carmelita                  | 1 - 1 | 27 de agosto |  |
| Guadalupe F.C.      |       | Aserrí                     | 2 - 4 | 27 de agosto |  |

## Ronda octavos de final
- Los horarios corresponden al tiempo de Costa Rica (UTC-6).

Fase 3: Octavos de final (8 partidos). Entre los ganadores de la ronda anterior clubes de Liga Promérica y Liga de Ascenso. Juegos de ida y vuelta. Ida 3 y 4 de setiembre/ Vuelta 10 y 11 de setiembre
| Ganador 1      |  | Ganador 2        |  |  | Canal |
| Ganador 3      |  | Ganador 4        |  |  | Canal |
| Pérez Zeledón  |  | Puntarenas F. C. |  |  | Canal |
| Sporting F. C. |  | Ganador 8        |  |  | Canal |

## Ronda cuartos de final
- Los horarios corresponden al tiempo de Costa Rica (UTC-6).

Fase 4:Cuartos de final (8 partidos). Entre los ganadores de la ronda anterior clubes de Liga Promérica y Liga de Ascenso y los 4 clubes tradicionales que están en participando en la Copa Centroamericana 2025. Juego de ida 23 y 24 de setiembre/ Vuelta 1 y 2 de octubre.
| Alajuelense |  | Ganador 1 |  |  |
| Saprissa    |  | Ganador 2 |  |  |
| Herediano   |  | Ganador 3 |  |  |
| Cartaginés  |  | Ganador 4 |  |  |

|  |  | vs. |

|  |  | vs. |

|  |  | vs. |

|  |  | vs. |

|  |  | vs. |

|  |  | vs. |

|  |  | vs. |

|  |  | vs. |

## Ronda semifinales
- Los horarios corresponden al tiempo de Costa Rica (UTC-6).

Fase 5:Semifinales (4 partidos). Entre los ganadores de la ronda anterior clubes de Liga Promérica y Liga de Ascenso. Ida: 7 y 8 de enero/ Vuelta: 14 y 15 de enero
| ? |  | ? |  |  | Canal |
| ? |  | ? |  |  | Canal |

| enero de 2026 |  | vs. |  |  |  |

| enero de 2026 |  | vs. |  |  |  |

| enero de 2026 |  | vs. |  |  |  |

| enero de 2026 |  | vs. |  |  |  |

## Final
- Los horarios corresponden al tiempo de Costa Rica (UTC-6).

Fase 6:Final (1 partido). Entre los ganadores de la ronda anterior clubes de Liga Promérica y Liga de Ascenso. 28 de enero de 2026
| Juego Final | Juego Final | Juego Final | Juego Final       | Juego Final         | Juego Final |
| Local       | Resultado   | Visitante   | Estadio           | Fecha               | Transmisión |
| ----------- | ----------- | ----------- | ----------------- | ------------------- | ----------- |
| ?           |             | ?           | Edgardo Baltodano | 28 de enero de 2026 |             |

|            |
| Campeón    |
| .mo título |